# Composia credula
Composia credula är en fjärilsart som beskrevs av Fabricius 1775. Composia credula ingår i släktet Composia och familjen björnspinnare. Inga underarter finns listade i Catalogue of Life.